# روبرت أندرو بورنس
روبرت أندرو بورنس (بالإنجليزية: Robert Andrew Burns)‏ هو دبلوماسي أسترالي، ولد في 21 يوليو 1943.